# 静岡県埋蔵文化財調査研究所
財団法人静岡県埋蔵文化財調査研究所（ざいだんほうじんしずおかけんまいぞうぶんかざいちょうさけんきゅうじょ）は、日本の財団法人である。

## 概要
静岡県埋蔵文化財調査研究所は、埋蔵文化財の調査や研究などを目的に、静岡県の出資により設立された財団法人である。駿府博物館付属静岡埋蔵文化財調査研究所の業務を継承し、1984年5月に設立された。事業内容として「埋蔵文化財の調査及び研究」「埋蔵文化財保護思想の普及、公開及び啓発」「情報の収集、整理及び広報」「埋蔵文化財の研修」などを掲げており、静岡県に所在する埋蔵文化財の調査、研究にあたってきた。
本部は静岡県清水市の旧静岡土木事務所清水支所に置かれていたが、その後、同じく清水市の旧清水保健所を経て、静岡県静岡市の旧情報処理教育センターに置かれた。静岡市の本部に隣接する静岡県立大学、静岡県立美術館、静岡県立中央図書館とは協力関係の構築を図っており、2006年には地域貢献を推進する組織として「谷田サミット」を設立し、2009年には「文化の丘づくり事業推進に関する協定」を締結した。さらに、静岡県立大学、静岡県立美術館、静岡県立中央図書館、静岡県舞台芸術センター、静岡県コンベンションアーツセンターと合同で、文化を発信するプロジェクト「ムセイオン静岡」を展開していた。
2011年3月、静岡県埋蔵文化財調査研究所は解散することとなった。静岡県埋蔵文化財調査研究所の業務は、静岡県の機関である静岡県埋蔵文化財センターに継承された。

## 業務

### 調査研究

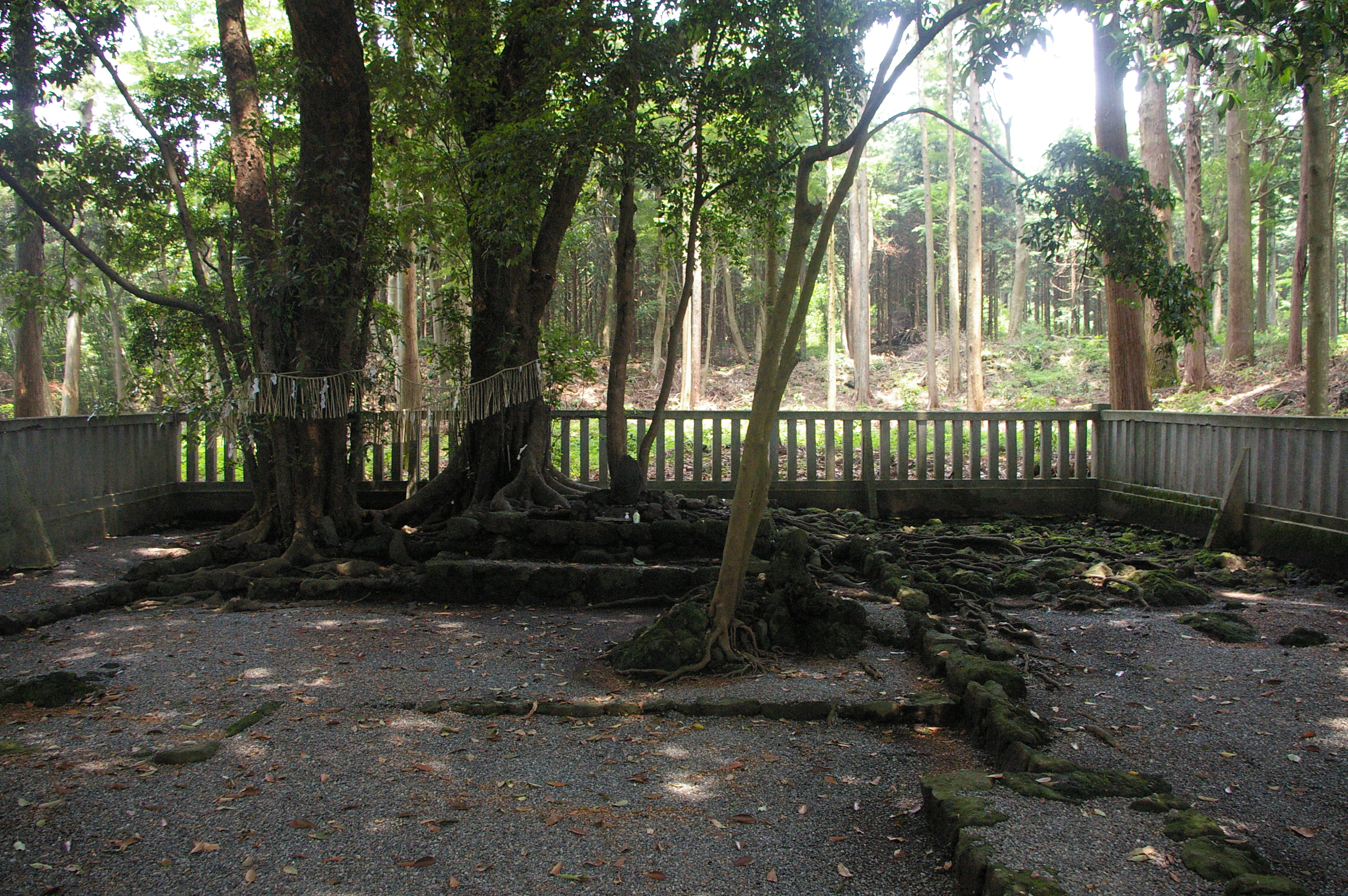
2008年に調査した山宮浅間神社遺跡

静岡県埋蔵文化財調査研究所では、埋蔵文化財の調査や研究に取り組んでいた。静岡県の各地に点在する遺跡などでは、現地に赴いて発掘調査に取り組んでいた。収集された遺物などの資料整理は、本部だけでなく、東駿河湾整理事務所、長泉地区事務所、沼津現地事務所、中原整理事務所、藤枝地区事務所、島田整理事務所、袋井整理事務所といった各地の拠点でも実施していた。

### 保存
静岡県埋蔵文化財調査研究所では、埋蔵文化財の保存に取り組んでいた。木製遺物なら変形させずに乾燥させ、金属製遺物ならクリーニングのうえで錆止めや合成樹脂で強化するなど、遺物の保存処理を手掛けていた。また、遺構の土壌の表面部分を剥ぎ取り、それを他所に移動し立体的に再転写することで保存するなど、遺構自体の保存処理も手掛けていた。

### 出版
静岡県埋蔵文化財調査研究所では、研究などの成果をまとめ刊行していた。まず、各年度の事業内容については、『年報』として年1回発行していた。さらに、広報誌としての位置づけで、いわゆる所報にあたる『発掘物語しずおか』を年4回発行していた。加えて、研究成果を発表する『研究紀要』を発行していた。また、遺跡の発掘調査を実施した際には、その成果を取り纏めた『発掘調査報告書』を発行していた。

## 組織
法人の代表者は理事長であり、その下で10名の理事が法人を運営していた。また、複数名の評議員が置かれていた。法人が設置、運営する研究所の責任者は所長であり、その下に次長が置かれた。次長の下には総務課と調査課の2課が置かれ、課の下には複数の係が置かれていた。
1984年の法人設立の際、初代理事長には、静岡県副知事の石山努が就任した。また、初代所長には、文化財保護委員会主任調査官や東京大学教授などを歴任した考古学者の斎藤忠が就任した。静岡県の出資により設立されたことから、歴代の理事長には静岡県副知事、もしくは、静岡県教育委員会教育長が就任した。また、所長については斎藤が長期にわたって継続的にその職を務めており、第2代所長の清水哲が就任したときには法人設立から実に20年以上が経過していた。

## 拠点
- 東駿河湾整理事務所（静岡県駿東郡清水町）
- 長泉地区事務所（静岡県駿東郡長泉町）
- 沼津現地事務所（静岡県沼津市）
- 清水整理事務所（静岡県静岡市）
- 中原整理事務所（静岡県静岡市）
- 藤枝地区事務所（静岡県藤枝市）
- 島田整理事務所（静岡県島田市）
- 袋井整理事務所（静岡県袋井市）

## 歴代理事長
| 静岡県埋蔵文化財調査研究所理事長 | 静岡県埋蔵文化財調査研究所理事長 | 静岡県埋蔵文化財調査研究所理事長 | 静岡県埋蔵文化財調査研究所理事長 |
| 代数                             | 氏名                             | 就任日                           | 退任日                           |
| -------------------------------- | -------------------------------- | -------------------------------- | -------------------------------- |
| 1                                | 石山努                           | 1984年5月                        | 1984年11月                       |
| 2                                | 木村仁                           | 1984年11月                       | 1986年9月                        |
| 3                                | 野沢達夫                         | 1986年9月                        | 1988年4月                        |
| 4                                | 芝健                             | 1988年4月                        | 1990年5月                        |
| 5                                | 庄田武                           | 1990年5月                        | 1993年12月                       |
| 6                                | 大野忠                           | 1993年12月                       | 1997年5月                        |
| 7                                | 杉田豊                           | 1997年5月                        | 2002年5月                        |
| 8                                | 鈴木善彦                         | 2002年5月                        | 2006年5月                        |
| 9                                | 遠藤亮平                         | 2006年5月                        | 2010年5月                        |
| 10                               | 安倍徹                           | 2010年5月                        | 2011年3月                        |

## 歴代所長
| 静岡県埋蔵文化財調査研究所所長 | 静岡県埋蔵文化財調査研究所所長 | 静岡県埋蔵文化財調査研究所所長 | 静岡県埋蔵文化財調査研究所所長 |
| 代数                           | 氏名                           | 就任日                         | 退任日                         |
| ------------------------------ | ------------------------------ | ------------------------------ | ------------------------------ |
| 1                              | 斎藤忠                         | 1984年5月                      | 2008年4月                      |
| 2                              | 清水哲                         | 2008年4月                      | 2009年4月                      |
| 3                              | 天野忍                         | 2009年4月                      | 2010年4月                      |
| 4                              | 石田彰                         | 2010年4月                      | 2011年3月                      |

## 在籍した人物
括弧内は在籍当時の代表的な役職、ハイフン以降はその他の代表的な役職を示す。
- 木村仁（理事長）- 外務副大臣
- 斎藤忠（所長） - 大正大学名誉教授
- 杉田豊（理事長） - 静岡文化芸術大学副理事長